# Бьянки, Карлос
Ка́рлос Арсе́сио Бья́нки (исп. Carlos Arcecio Bianchi; род. 26 апреля 1949, Буэнос-Айрес) — аргентинский футболист и футбольный тренер. Большую часть карьеры игрока провёл в аргентинском «Велес Сарсфилд», а также французском «Реймсе». Восемь раз становился лучшим бомбардиром лиг Франции и Аргентины.

## Карьера игрока
Дебютировал на профессиональном уровне в матче с «Бока Хуниорс» в 1967 году (1:1). В следующем году Бьянки полноправный игрок основного состава, а «Велес Сарсфилд» впервые в своей истории выигрывает чемпионат Аргентины. В национальном чемпионате 1970 г. он забивает 18 голов и выигрывает первый свой титул лучшего бомбардира чемпионата. В следующем чемпионате «Велес» показывает отличную игру, до последнего тура претендует на победу в турнире, а Бьянки снова лучший бомбардир первенства — 36 голов в 36 матчах. Такой результативности Аргентина не видела со времён Бернабе Феррейры и Арсенио Эрико. В 24 года получил выгодное финансовое предложение из Франции и переехал в Европу.
«Стад» из Реймса нуждался в замене Делио Оннису, перешедшему в «Монако». В лице Карлоса Бьянки он приобрел ещё более грозного бомбардира. Играя за «Реймс» Карлос трижды выигрывал спор лучшего бомбардира чемпионата Франции, дважды был среди претендентов на «Золотую бутсу», приз для лучшего бомбардира национальных чемпионатов Европы. За четыре сезона забил в чемпионатах 107 голов, это третий результат за всю историю клуба. В том «Реймсе» Карлос Бьянки был на голову выше своих одноклубников, был единственным «грозным оружием» для его соперников, но для достижения результата этого было мало. Лучший результат в чемпионате — 5-е место в сезоне 1975/76. В кубке Франции 1976/77 «Реймс» дошёл до финала, а Бьянки забил 10 голов в 7 матчах (в финале не играл).
В 1977 году переходит в ПСЖ. На «Парк де Пренс» играет два сезона, два раза лучший бомбардир чемпионата Франции и «Серебряная бутса-78».
Затем переходит в состав «Страсбура», чемпиона Франции 1979 года. Здесь играет один сезон, доходит до 1/4 финала КЕЧ и возвращается на родину.
За «Велес Сарсфилд» играет четыре с половиной года. В 1981 году клуб доходит до полуфинала
национального чемпионата, а Бьянки в третий раз — лучший бомбардир чемпионата Аргентины (с учётом Франции — в восьмой). Показывает хорошую результативность — один гол в двух матчах. Всего за «Велес Сарсфилд» Карлос Бьянки провел 324 матча и забил 206 голов (самый результативный игрок за всю историю клуба).
В составе сборной Аргентины провёл 14 матчей и забил 7 голов в 1969—1972 годах.

## Тренерская карьера
Карлос Бьянки — один из наиболее успешных тренеров Южной Америки. Наибольших успехов добился с аргентинскими клубами «Велес Сарсфилд» и «Бока Хуниорс», с которыми четырежды побеждал в Кубке Либертадорес и трижды в Межконтинентальном кубке, неоднократно побеждал в национальном чемпионате. Пять раз признавался лучшим тренером года в Южной Америке. Работал обозревателем телеканала ESPN. 17 декабря 2012 года назначен на пост главного тренера «Бока Хуниорс».

## Достижения

### Командные
- Чемпион Аргентины: 1968Н
- Вице-чемпион Аргентины: 1971М

### Личные
- Обладатель «Серебряной бутсы» (2): 1976, 1978
- Обладатель «Бронзовой бутсы»: 1974
- Лучший бомбардир чемпионата Аргентины (3): 1970Н (18), 1971М (36), 1981Н (15)
- Лучший бомбардир чемпионата Франции (5): 1974 (30), 1976 (34), 1977 (28), 1978 (37), 1979 (27)
- Лучший бомбардир в истории «Велес Сарсфилд»: 206 голов
- 13-е место в рейтинге IFFHS «Лучшие бомбардиры национальных чемпионатов в мире»: 385 голов
- 9-е место среди лучших бомбардиров чемпионата Франции: 179 голов
- 10-е место среди лучших бомбардиров чемпионата Аргентины: 206 голов

## В качестве тренера

### Командные
- Чемпион Аргентины (7): 1993 (К), 1995 (А), 1996 (К) («Велес Сарсфилд»), 1998 (А), 1999 (К), 2000 (А), 2003(А) («Бока Хуниорс»)
- Обладатель Кубка Либертадорес (4): 1994 («Велес Сарсфилд»), 2000, 2001, 2003 («Бока Хуниорс»)
- Финалист Кубка Либертадорес: 2004 («Бока Хуниорс»)
- Обладатель Межконтинентального кубка (3): 1994 («Велес Сарсфилд»), 2000, 2003 («Бока Хуниорс»)
- Обладатель Межамериканского кубка: 1996 («Велес Сарсфилд»)

### Личные
- Тренер года в Южной Америке (по версии уругвайской El País) (5): 1994, 1998, 2000, 2001, 2003

## Статистика выступлений

### Обзор карьеры
| Турнир                      | Период               | Матчи | Голы |
| --------------------------- | -------------------- | ----- | ---- |
| Сборная Аргентины           | 1969—1972            | 14    | 7    |
| Метрополитано               | 1967—1973, 1981—1984 | 202   | 115  |
| Насьональ                   | 1967—1972, 1980—1984 | 122   | 91   |
| Кубок европейских чемпионов | 1979—1980            | 3     | 3    |
| Чемпионат Франции (Лига 1)  | 1973—1980            | 220   | 179  |
| Кубок Франции               | 1973—1979            | 28    | 30   |
| Чемпионат Франции (Лига 2)  | 1984—1985            | 18    | 9    |
| Всего за карьеру            | 1967—1985            | 607   | 434  |

### Клубная карьера
| Клуб                      | Сезон                     | Лига | Лига | Кубки | Кубки | Еврокубки | Еврокубки | Итого | Итого |
| Клуб                      | Сезон                     | Игры | Голы | Игры  | Голы  | Игры      | Голы      | Игры  | Голы  |
| ------------------------- | ------------------------- | ---- | ---- | ----- | ----- | --------- | --------- | ----- | ----- |
| Велес Сарсфилд            | 1967                      | 3    | 0    | -     | -     | -         | -         | 3     | 0     |
| Велес Сарсфилд            | 1968                      | 18   | 9    | -     | -     | -         | -         | 18    | 9     |
| Велес Сарсфилд            | 1969                      | 27   | 17   | -     | -     | -         | -         | 27    | 17    |
| Велес Сарсфилд            | 1970                      | 23   | 20   | 0     | 0     | -         | -         | 23    | 20    |
| Велес Сарсфилд            | 1971                      | 46   | 42   | -     | -     | -         | -         | 46    | 42    |
| Велес Сарсфилд            | 1972                      | 37   | 27   | -     | -     | -         | -         | 37    | 27    |
| Велес Сарсфилд            | 1973                      | 11   | 6    | -     | -     | -         | -         | 11    | 6     |
| Велес Сарсфилд            | Итого                     | 165  | 121  | 0     | 0     | 0         | 0         | 165   | 121   |
| Реймс                     | 1973/74                   | 33   | 30   | 8     | 8     | 2         | 4         | 43    | 42    |
| Реймс                     | 1974/75                   | 16   | 15   | 0     | 0     | 4         | 5         | 20    | 20    |
| Реймс                     | 1975/76                   | 38   | 34   | 5     | 5     | 4         | 4         | 47    | 43    |
| Реймс                     | 1976/77                   | 37   | 28   | 7     | 10    | 0         | 0         | 44    | 38    |
| Реймс                     | Итого                     | 124  | 107  | 20    | 23    | 10        | 13        | 154   | 143   |
| Пари Сен-Жермен           | 1977/78                   | 38   | 37   | 3     | 2     | 0         | 0         | 41    | 39    |
| Пари Сен-Жермен           | 1978/79                   | 36   | 27   | 3     | 5     | 0         | 0         | 39    | 32    |
| Пари Сен-Жермен           | Итого                     | 74   | 64   | 6     | 7     | 0         | 0         | 80    | 71    |
| Страсбур                  | 1979/80                   | 22   | 8    | 0     | 0     | 3         | 3         | 25    | 11    |
| Страсбур                  | Итого                     | 22   | 8    | 0     | 0     | 3         | 3         | 25    | 11    |
| Страсбур B (фарм-клуб)    | 1979/80                   | 1    | 1    | -     | -     | -         | -         | 1     | 1     |
| Страсбур B (фарм-клуб)    | Итого                     | 1    | 1    | 0     | 0     | 0         | 0         | 1     | 1     |
| Велес Сарсфилд            | 1980                      | 9    | 5    | -     | -     | -         | -         | 9     | 5     |
| Велес Сарсфилд            | 1981                      | 44   | 21   | -     | -     | -         | -         | 44    | 21    |
| Велес Сарсфилд            | 1982                      | 50   | 29   | -     | -     | -         | -         | 50    | 29    |
| Велес Сарсфилд            | 1983                      | 39   | 24   | -     | -     | -         | -         | 39    | 24    |
| Велес Сарсфилд            | 1984                      | 17   | 6    | -     | -     | -         | -         | 17    | 6     |
| Велес Сарсфилд            | Итого                     | 159  | 85   | 0     | 0     | 0         | 0         | 159   | 85    |
| Всего за «Велес Сарсфилд» | Всего за «Велес Сарсфилд» | 324  | 206  | 0     | 0     | 0         | 0         | 324   | 206   |
| Реймс                     | 1984/85                   | 18   | 9    | 2     | 0     | -         | -         | 20    | 9     |
| Реймс                     | Итого                     | 18   | 9    | 2     | 0     | 0         | 0         | 20    | 9     |
| Всего за «Реймс»          | Всего за «Реймс»          | 142  | 116  | 22    | 23    | 10        | 13        | 174   | 152   |
| Всего за карьеру          | Всего за карьеру          | 563  | 395  | 28    | 30    | 13        | 16        | 604   | 441   |

Источник:
- Carlos Bianchi (фр.). Pari-et-gagne.com. Дата обращения: 19 января 2016.